# Lavriv
Lavriv (Oekraïens: Лаврів) is een dorp in het rayon Staryi Sambir van de Oekraïense oblast (provincie) Lviv. De bevolking wordt geschat op 433 personen (telling van 2015). Het plaatselijk bestuur wordt uitgeoefend door het gemeentebestuur van Velykolinynska.

## Geografie
Lavriv ligt ongeveer 8 km ten oosten van de grens met Polen, in heuvelachtig landschap vlak ten noorden van de Karpaten. Het dichtstbijzijnde spoorwegstation is in Tershiv op 9 km afstand. Het dorp ligt nabij de autoweg H13 van Lviv en Sambir naar Oezjhorod. De afstand tot het regionale centrum Lviv is 106 km, naar het districtscentrum Staryi Sambir is het 14 km en naar Oezjhorod 205 kilometer.

## Geschiedenis en bezienswaardigheden

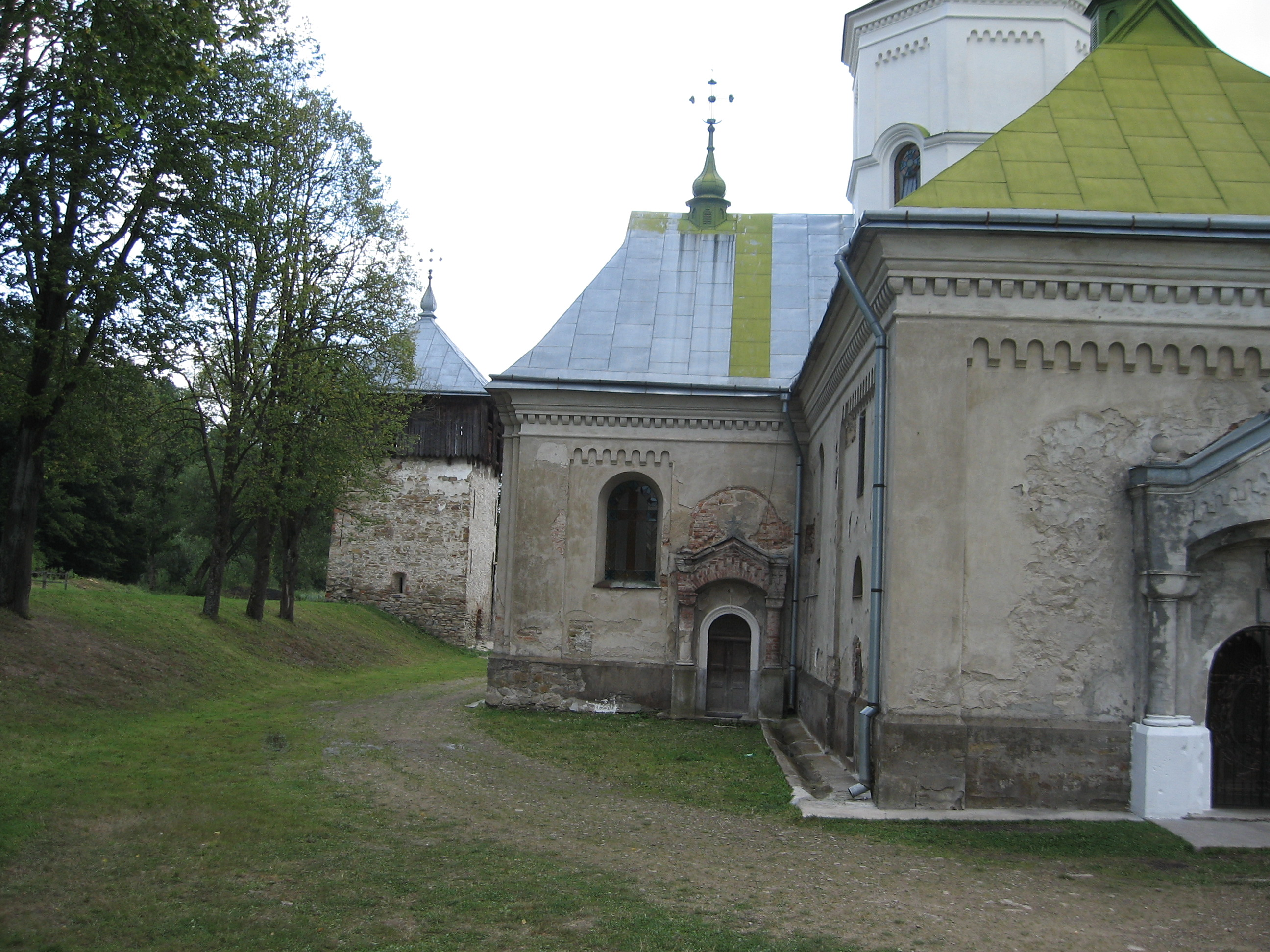
Lavrovski-klooster

De eerste vermelding van het dorp gaat terug tot het jaar 1291. Volgens de legende werd Knjaz Leo I van Galicië er begraven. Leo I (ca. 1228 – ca. 1301) was achtereenvolgens knjaz van Belz (1245–1264), van Peremyshl, van Halych (1264–1269) en Vorst van Kiev (1271–1301).

Het klooster van de Orde van Basilius van Caesarea van de Oekraïense Grieks-Katholieke Kerk werd in het midden van de 13e eeuw gesticht. De kloosterkerk van Onufrius de Grote werd in 1547 in gebruik genomen en gerestaureerd in 1910. In 1990 werd de kerk, na tientallen jaren voor andere doeleinden te zijn gebruikt, aan de plaatselijke parochie gegeven. Het Lavrovski-klooster werd in 1994 gerestaureerd, waarna er weer enkele monniken gingen wonen.